# Ciro Capuano
Ciro Capuano (ur. 10 sierpnia 1981 w Neapolu) – włoski piłkarz występujący najczęściej na pozycji lewego obrońcy.

## Kariera klubowa
Ciro Capuano zawodową karierę rozpoczynał w 1999 roku w Empoli FC, jednak dla tego zespołu nie udało mu się wystąpić w ani jednym spotkaniu. W 2000 roku został zawodnikiem Pisy Calcio. Przez pięć lat zdołał tam rozegrać 99 spotkań, w których strzelił siedem goli. W późniejszym czasie Capuano podpisał kontrakt z Bologną, w barwach której spisywał się na tyle dobrze, że jego pozyskaniem zainteresowało się kilka silniejszych zespołów, między innymi ACF Fiorentina.
Ostatecznie jednak włoski defensor trafił na Sycylię, gdzie podpisał kontrakt z US Palermo. W ekipie „Aquile” Capuano występował dosyć regularnie, jednak stracił miejsce w podstawowej jedenastce na rzecz Federico Balzarettiego, który przybył do Palermo w zimowym okienku transferowym w 2008 roku.
20 stycznia 2009 roku Capuano na zasadzie wypożyczenia przeszedł do Catanii Calcio. Rozegrał dla niego 18 meczów w rundzie wiosennej sezonu 2008/2009, a po zakończeniu rozgrywek działacze klubu wykupili go z Palermo na stałe. Zawodnikiem Catanii był do roku 2015. Następnie występował w drużynach Akragas oraz Lucchese. W 2018 roku zakończył karierę.

## Kariera reprezentacyjna
Capuano ma za sobą jeden występ w reprezentacji Włoch do lat 20. Zadebiutował w niej 11 maja 2002 roku w wygranym 4:0 meczu z RPA.